# 生野島

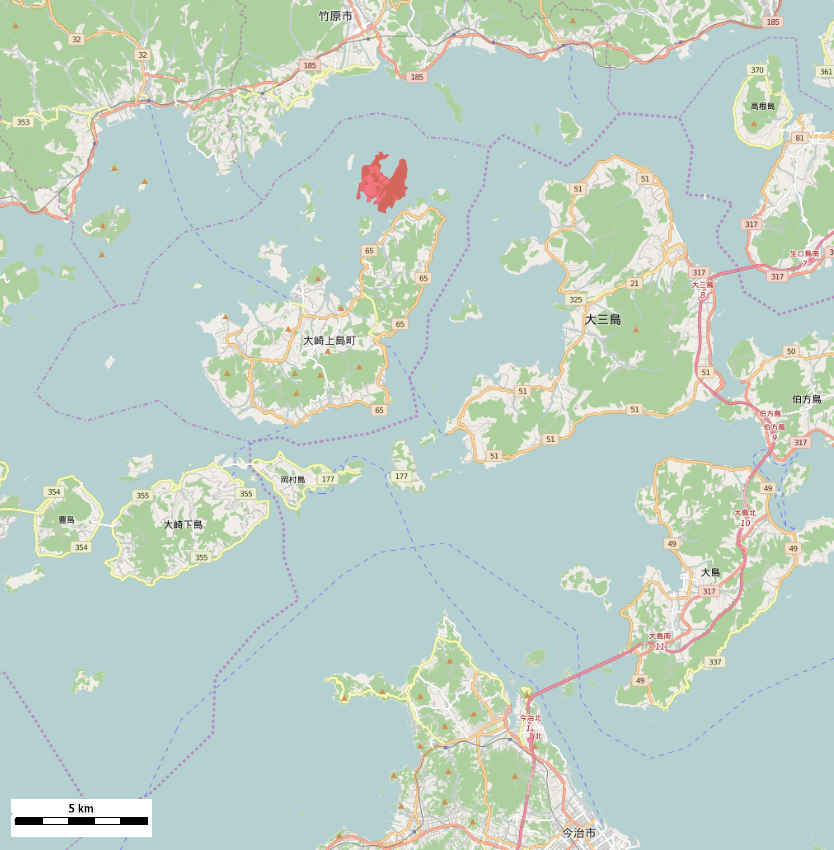
周辺

生野島（いくのしま）は、瀬戸内海芸予諸島の島。有人島である。

## 地理
本州の竹原市中心部からの南へ約4kmに位置する島で、大崎上島の北北西約0.5kmに位置する。この島のすぐ西が契島になる。全島域が広島県豊田郡大崎上島町大字東野。
面積2.26km2（2010年度）。ほとんどが山林で民家が点在している。気候は瀬戸内海式気候。
2010年時点で集落は1つのみで、人口26人（高齢化率70.4%）、うち就労者は11人。ミカン栽培が行われている。かつて存在した自然休養村の施設群である馬取海水浴場や宿泊施設・テニスコートなどがあり、再利用を含めた観光展開が考えられている。

## 歴史
この島には遺跡・古墳群が合計21ヶ所発見されている。特に、大崎上島周辺での縄文時代の遺跡はこの島のみで発見されている。また弥生時代以降の複数の遺跡から製塩土器が発見されており、当時塩を作っていた形跡が残っている。古墳では大崎上島町史跡「福浦古墳」が貴重で、円墳で箱式石棺には人骨も発掘されている。
江戸時代には、広島藩の放牧場として用いられていた。
明治以降の行政区分は、1889年村制施行により東野村、1964年町制施行により東野町、2003年市町村合併により大崎上島町大字東野となっている。
1930年、東野村は昭和恐慌以降の景気対策としてこの島に農林省が持つ土地を借受し開墾、そして入居者（耕作者）を募集した。その中には足利浄圓と迦洞無坪もいた。この無坪に会いに種田山頭火は2度この島を訪れ、9句残している。ミカン栽培で栄えたが、近年は耕作放棄され森となる場所も目につく。
1980年代、この島には「生野島リゾートタウン」というマリンリゾート構想が考えられ、これに1987年総合保養地域整備法（リゾート法）施行後計画された瀬戸内中央リゾート構想の一つとして整備されることになった。東野町出資で第三セクター（株）マリーン生野を設立、アワビ養殖事業とビーチやリゾート施設を整備した。1983年から始まったこの事業はバブル崩壊により施設維持に行き詰まり、アワビ事業も結局は頓挫し2001年に閉鎖された。2000年代ころから、海を渡ったイノシシが入り込み、増加している。

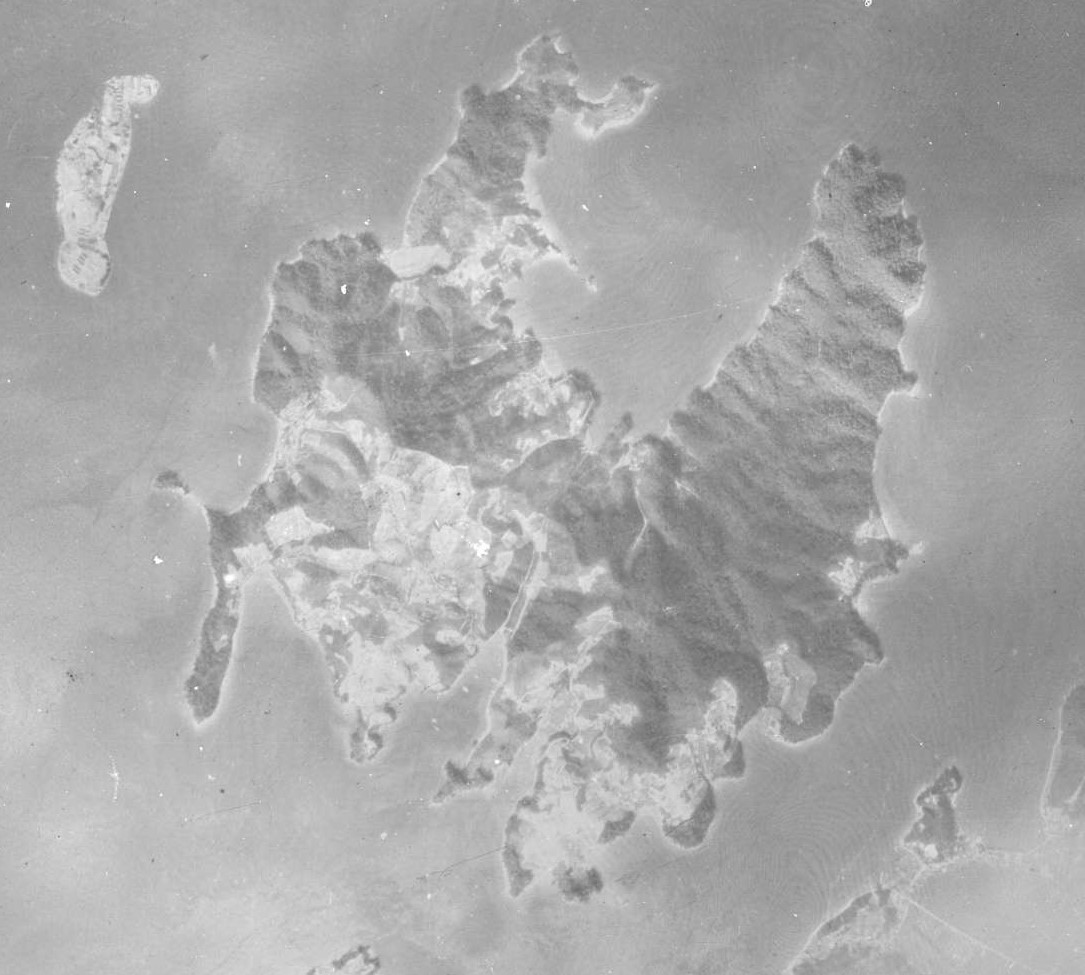
1947年アメリカ軍撮影
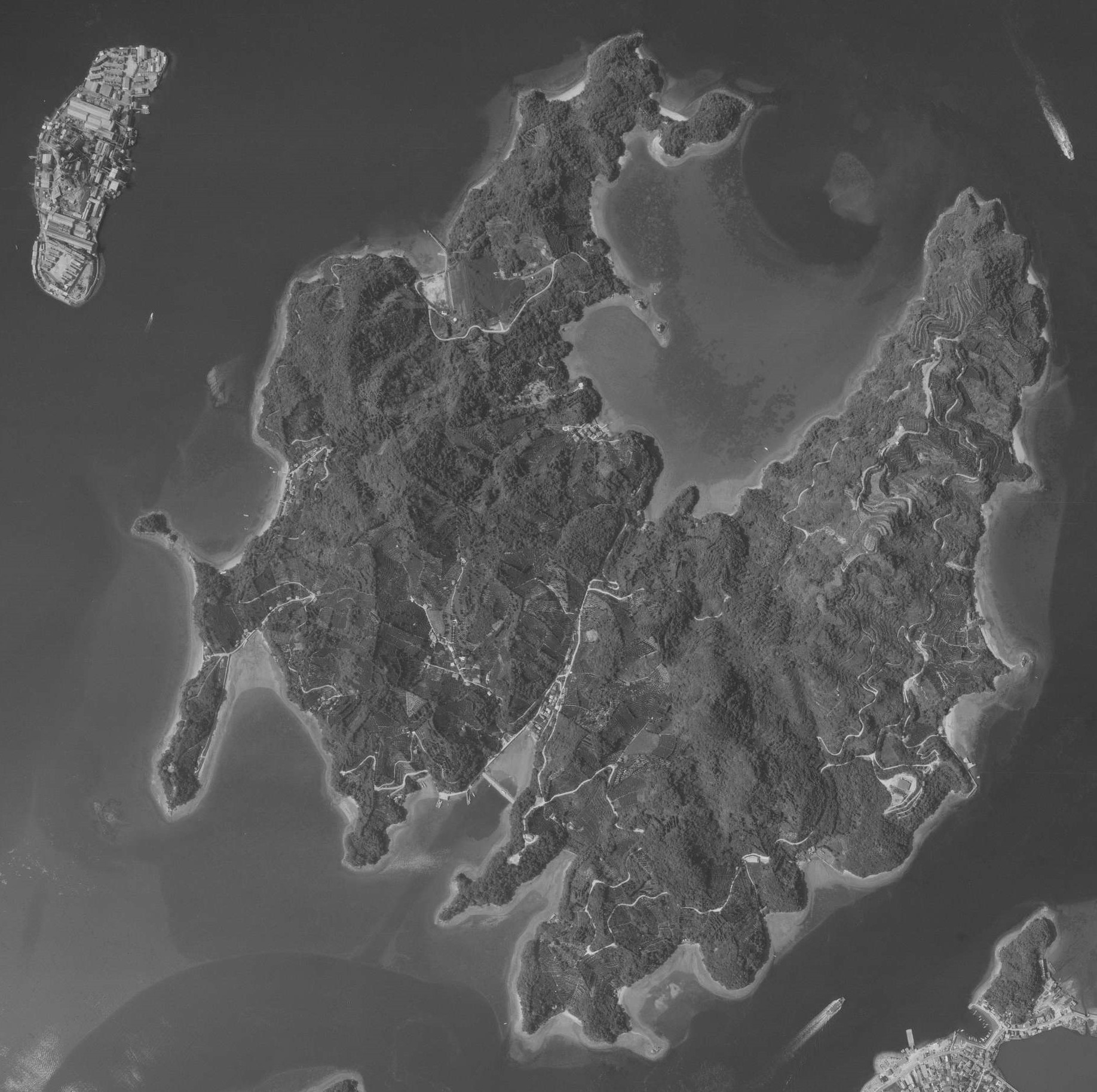
1986年国土交通省 国土地理院 地図・空中写真閲覧サービスの空中写真を基に作成。中央下が福浦港で、堤防で仕切っている内側でアワビ養殖が行われていた。
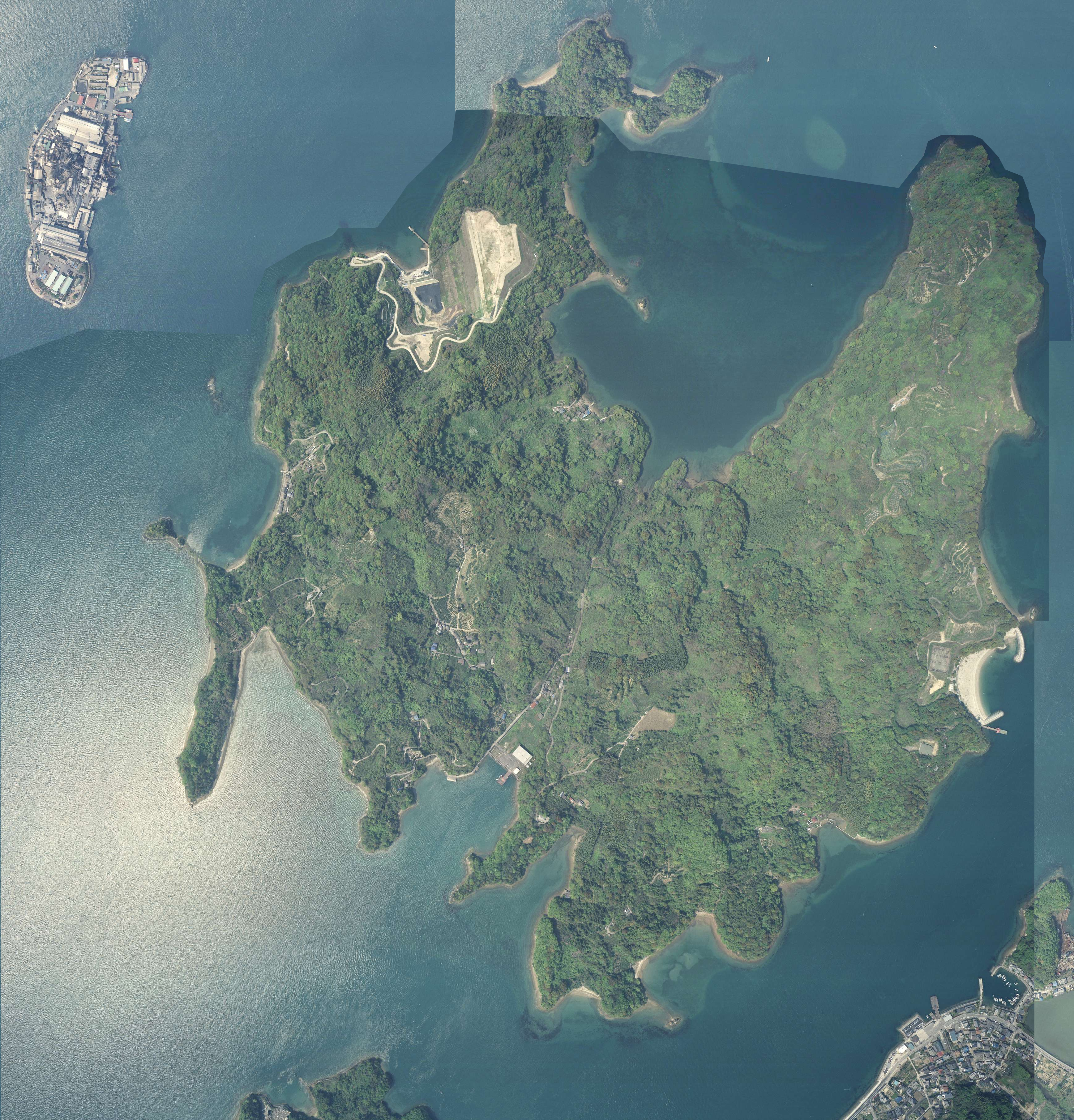
2010年国土交通省 国土地理院 地図・空中写真閲覧サービスの空中写真を基に作成

## 交通
外からの入島は大崎上島白水港からの町営フェリーのみ

## 参考資料
- “広島県離島振興計画（平成２５年度～平成３４年度）” (PDF).   広島県 (2013年12月). 2016年2月13日閲覧。